# Kamenica (gmina Pale)
Kamenica (cyr. Каменица) – wieś w Bośni i Hercegowinie, w Republice Serbskiej, w mieście Sarajewo Wschodnie, w gminie Pale. W 2013 roku liczyła 2 mieszkańców.